# 12985 Mattgarrison
12985 Mattgarrison eller 1980 UW1 är en asteroid i huvudbältet som upptäcktes den 31 oktober 1980 av den amerikanska astronomen Schelte J. Bus vid Palomar-observatoriet. Den är uppkallad efter Matthew Brian Garrison.
Den tillhör asteroidgruppen Nysa.